# Bully Ray
 (avril 2025).
Motif : Beaucoup de pavés et d'informations non sourcées
Mark LoMonaco (né le 14 juillet 1971) est un catcheur américain.
Il est quasi exclusivement connu pour son travail au sein de l'équipe mythique des Dudley Boyz (aujourd'hui Team 3D) qu'il forme avec son ami Brother Devon. Ensemble, ils ont remporté 24 titres mondiaux par équipe, le record pour une équipe.

## Carrière

### Extreme Championship Wrestling (1995-1999)
LoMonaco débutait à la Extreme Championship Wrestling comme garde du corps de Bill Alfonso, le protégeant du catcheur 911. 	
LoMonaco revenait plus tard en tant que Buh Buh Ray Dudley, le membre bègue, dansant, en surpoids, et péquenaud de la  « Famille Dudley ». L'épelage inhabituel de Bubba était le résultat de son bégaiement. En disant son nom Buh-Buh ça le contraignait à dire « Mon nom est Buh-buh-buh-buh » jusqu'à ce que Big Dick Dudley le tape dans le dos, pour qu'il puisse sortir « Mon nom est Bubba Ray Dudley! ». Les fans adoptaient pendant les matchs de Buh Buh et chantaient « Buh Buh Buh Buh ». 	

#### Dudley Family (1996-1999)
Le 13 avril 1996, D-Von Dudley débutait à la ECW et commençait à rivaliser avec les autres membres de la Dudley Family. D-Von éliminait Dances With Dudley, Dudley Dudley, et Chubby Dudley avant de joindre ses forces avec Buh Buh Ray, Big Dick, Sign Guy Dudley, et Joel Gertner. Connus collectivement comme les Dudley Boyz, Buh Buh Ray et D-Von dominaient la division par équipe de la ECW, remportant le ECW World Tag Team Championship à huit reprises, un record, en battant quatre grandes équipes de la ECW : The Public Enemy, The Eliminators, The Gangstas, et Sabu et Rob Van Dam. Buh Buh Ray, D-Von, et Gertner ont tous acquis leur renommée pour leurs interviews vitrioliques, qui antagonisait la foule au point de l'amener à faire une émeute.

### World Wrestling Federation/Entertainment (1999-2005)

#### Dudley Boyz (1999-2005)
En 1999, Buh Buh Ray et D-Von quittaient la ECW après une dispute au sujet de leur paye pour rejoindre la World Wrestling Federation, où Buh Buh Ray était renommé Bubba Ray Dudley. En 2000 et 2001, les Dudley Boyz s'engageaient dans une feud à trois pour le WWF World Tag Team Championship avec The Hardy Boyz et Edge et Christian. La feud incorporait deux fameux Tables, Ladders and Chairs (TLC) matches, le premier à SummerSlam 2000 et le second à WrestleMania X-Seven. Ils étaient initialement heels, bien que des heels populaires, et étaient connus pour le penchant de Bubba Ray à mener des femmes (notamment Terri Runnels et Mae Young) à travers une table. Les Dudley Boyz devenaient face plus tard en 2000. Début 2001, ils étaient joints à la WWF par Spike Dudley. Spike faisait tout de suite un impact, aidant ses frères à remporter les titres par équipe de la WWF dès ses débuts, et étant le renfort des Dudleyz dans le TLC match de WrestleMania X-Seven.
À la mi-2001, les Dudley Boyz faisaient leur second passage en heel en se joignant à l'Alliance, un clan massif constitué d'anciennes superstars de la ECW et WCW, emmenés par Shane McMahon et Stephanie McMahon-Helmsley, qui tentaient de prendre l'emprise sur la WWF. La ECW-WCW invasion prenait fin aux Survivor Series 2001, quand cinq catcheurs de la WWF battaient cinq membres de l'Alliance dans un match pour déterminer la propriété de la WWF. L'Alliance était dissoute et ses membres quittaient la WWF, mais les Dudley Boyz conservaient leur jobs comme ils détenaient le WWF World Tag Team Championship, qu'ils ont unifiés avec le WCW World Tag Team Championship aux Survivor Series. Ils devenaient une fois de plus faces.
Après WrestleMania X8, en mai 2002 la WWF était renommée World Wrestling Entertainment (WWE) et le roster était divisé en deux divisions, RAW et SmackDown. Les Dudley Boyz étaient séparés quand Bubba Ray était choisi par RAW et D-Von par SmackDown!. À RAW, Bubba Ray trouvait un succès modéré alors qu'il remportait 10 fois le WWE Hardcore Championship, et formait une équipe avec Spike, participant même à un match pour le World Heavyweight Championship contre Triple H. Cependant, le personnage de D'Von à SmackDown! a échoué et n'a pas eu le succès escompté, il était donc de ce fait réuni avec Bubba Ray et Spike le 17 novembre 2002 quand il retournait à la division RAW.
Les Dudley Boyz devenaient un clan à RAW dans la division par équipe pendant les seize mois suivants, rivalisant avec des équipes comme 3-Minute Warning, La Résistance, et différentes combinaisons des Un-Americans. Ils détenaient le WWE World Tag Team Championship plusieurs fois pendant longtemps  avant d'être draftés (avec Booker T) à SmackDown! le 22 mars 2004 en échange de Triple H.
Peu de temps après leur arrivée à SmackDown!, les Dudley Boyz devenaient heel une fois de plus, se mettant du côté de Paul Heyman et rivalisants avec Rob Van Dam et Rey Mysterio. Le 27 mai 2004 les Dudley Boyz kidnappaient Paul Bearer, le manager de l'ennemi d'Heyman, The Undertaker. Le 27 juin 2004 à The Great American Bash, The Undertaker battait les Dudley Boyz dans un handicap match. En juillet 2004, les Dudley Boyz se réunissaient avec Spike. Pour le reste de l'année, ils aidaient Spike dans ses matchs pour le WWE Cruiserweight Championship et se tournaient sans succès vers le WWE Tag Team Championship. Début 2005, les Dudley Boyz étaient retirés des écrans de la WWE et envoyés à la Ohio Valley Wrestling.
Les Dudley Boyz retournaient à la WWE en juin 2005 pour promouvoir ECW One Night Stand 2005, un show de réunion de la ECW. Dans les semaines précédentes One Night Stand ils, aux côtés de plusieurs anciens de la ECW, s'opposaient à l'ancien Président de la WCW Eric Bischoff et ses « croisés anti hardcore ». Lors deOne Night Stand le 12 juin 2005, les Dudley Boyz battaient Tommy Dreamer et The Sandman dans le main-event de la soirée après avoir fait passer Dreamer à travers une table enflammée.
Le 6 juillet 2005, la WWE annonçait qu'elle n'a pas choisi de négocier un renouvellement des contrats des Dudley Boyz. En plus, seize autres catcheurs (incluant Spike) étaient renvoyés de la WWE, ce qui était le résultat de coupure de budget. En août 2005, les trois anciens membres des Dudleys ont reçu une note leur signifiant qu'ils n'avaient légalement pas le droit d'utiliser le nom « Dudley » (marque déposée de la WWE). Ceci amenait la tension entre les désormais anciens Dudleys et leurs anciens employés, comme ils ont toujours utilisés ce nom depuis 1996, plusieurs années avant que la propriété intellectuelle de la ECW soit acquise par la WWE à la suite des procédés de faillite. Peu de temps après, Lomonaco et Hughes annonçaient qu'ils engageaient une poursuite légale envers la WWE.

### Total Nonstop Action Wrestling (2005-2014)

#### Team 3D (2005-2010)
Ne pouvant plus utiliser le nom « Bubba Ray Dudley », LoMonaco adoptait (et faisait déposer) le nom de ring Brother Ray Deadly (parfois abrégé B.R.D.), alors que Hughes devenait Brother Devon Deadly. L'équipe a aussi déposée les noms The Deadly Brothers et Deadly Death Drop. En août et septembre 2005, Ray et Devon faisaient plusieurs apparences sur le circuit indépendant, notamment pour Hardcore Homecoming, un show de réunion non officiel de la ECW organisé par l'ancien membre Shane Douglas, un fervent critique de la WWE et de son Président Vince McMahon. Le 21 septembre 2005, il était annoncé qu'ils ont signé un contrat de plusieurs années avec la Total Nonstop Action Wrestling, la deuxième plus grosse fédération américaine (après la WWE).

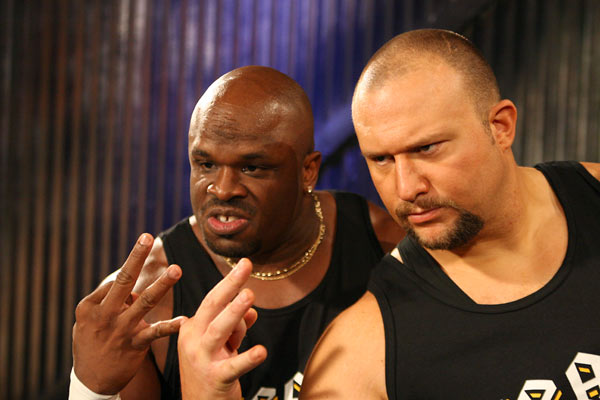
Ray et Devon en tant que Team 3D.

Ray et Devon débutaient en TNA le 1er octobre 2005 à TNA iMPACT! - dans la première édition de iMPACT! à être diffusée sur Spike TV en première partie de soirée. Ils étaient identifiés respectivement comme Brother Ray et Brother Devon (le suffixe « Deadly » ayant apparemment été abandonné) et collectivement en tant que Team 3D. Team 3D s'établissait rapidement en faces en confrontant les heels comme le NWA World Heavyweight Champion Jeff Jarrett et ses alliés, les NWA World Tag Team Champions, America's Most Wanted (AMW). Team 3D battait AMW dans des pay-per-views en novembre et décembre 2005, mais finissaient par perdre contre eux un match pour les titres à TNA Final Resolution le 15 janvier 2006 à cause d'une intervention de Team Canada.
Ray et Devon continuaient leur feud avec America's Most Wanted et Team Canada pendant les moins suivants. Le 13 avril 2006 à iMPACT!, une tentative d'embuscade de Team Canada était empêchée par le débutant Spike Dudley, identifié désormais comme « Brother Runt ». L'équipe rivalisait avec The James Gang, et le Latin American Exchange (LAX). Ils avaient plusieurs batailles avec LAX jusqu'à remporter le NWA World Tag Team Championship des LAX à Lockdown dans un steel cage match électrifié.Lors de la fin de l'entente entre la TNA et la NWA, Ray et D-Von se sont fait retirer le NWA Tag Team Championship et remettre le TNA World Tag Team Championship en compensation. Ils défendaient avec succès ces ceintures contre Road Warrior Animal et Rick Steiner à Slammiversary.
Après un match à iMPACT pour déterminer des adversaires, Ray faisait l'affiche de Victory Road avec son partenaire dans un match of champions contre le TNA World Champion Kurt Angle et le X Division Champion Samoa Joe. Ce show marquait la quatrième chance pour un titre mondial de LoMonaco dans une troisième fédération différente (il a auparavant défié Tazz pour le titre ECW en 1999, Kurt Angle pour le titre WWF en 2000, et Triple H pour le World Heavyweight Championship en 2002). À Victory Road, Ray et D-Von perdent leur match, et les titres par équipe de la TNA, contre Angle et Joe, bien que seul Joe prenait le contrôle des titres comme c'est lui qui a réalisé le tombé.

#### «Hardcore» Bully Ray et Immortal (2010-2012)
À la suite de son turn il devient Bully Ray (il devient beaucoup plus violent et vulgaire). À Bound For Glory 2010 il annonce que lui et Devon feront leur dernier match par équipe à Final Resolution 2010. À Final resolution ils affrontent les MCMG dans un match pour les titres par équipes. Ils perdent leur combat. La semaine suivante Ray trahit son coéquipier. Lors de Against All Odds (2011), il bat Brother Devon dans Street Fight Match. Au cours du PPV Victory Road (2011), il fait une promo vantant les mérites des Immortals, il perd ensuite un HardCore Match contre Tommy Dreamer à la suite de l'intervention de Brother Devon qui le fait passer au travers une table via le 3D (qu'il fait avec Dreamer). Lors de l'Impact du 17 mars, il affronte AJ Styles, RVD et Mr. Anderson dans match pour devenir le challenger no 1 au TNA World Heavyweight Championship qui se termine en No Contest, il fait ensuite passer AJ Styles à travers une table avec un sit down PowerBomb du haut de l'entrée. Lors de l'Impact du 31 mars, lui, Matt Hardy et Abyss battent RVD, Sting et Mr. Anderson dans un Cage Match. À Impact! du 7 avril, il bat Christopher Daniels dans un Lumberjack Match grâce à Hulk Hogan qui a assommé Daniels. Lors de Lockdown 2011, il perd avec Ric Flair, Matt Hardy et Abyss contre les membres de Fortune. Le 28 avril à Impact! il perd une opportunité d'être champion du monde de la TNA car AJ Styles l'a attaqué. Le 12 mai à Impact Wrestling, il participe à une bataille Royale pour devenir #1 au World Title mais se fait éliminer en 22e position sur 25 par Kurt Angle. Le 26 mai à Impact Wrestling, lui et Tommy Dreamer perdent face à Fortune. Lors de l'édition de Impact Wrestling du 9 juin, il perd face à Rob Van Dam. Lors de Slammiversary IX, il bat A.J. Styles dans un Last Man Standing Match, après avoir reçu A.J. Styles sur lui qui a sauté du décor de plus de 5 mètres et qu'il l'a poussé dans le décore. Il est qualifié pour les Bound for Glory Series le 16 juin, lors de Impact Wrestling et le 23 juin, il bat Scott Steiner dans un match simple pour les Bound for Glory Series. Le 21 juillet à Impact Wrestling, avec Mr.Anderson, ils perdent face à Sting et Kurt Angle. Lors de Hardcore Justice (2011), il bat Mr. Anderson. Le 25 août il remporte un match avec Immortal (Bully Ray et Scott Steiner) face à Fortune (AJ Styles et Beer Money, Inc.) pour les Bound for Glory Series. Lors de No Surrender, il bat James Storm puis perd contre Bobby Roode. Lors de Bound For Glory, il perd contre Mr. Anderson dans un Falls Count Anywhere Match. Lors de Turning Point, lui et Scott Steiner perdent contre Mr. Anderson et Abyss. Lors de Genesis, il perd contre Abyss dans un Monster's Ball Match. Lors de l'Impact! du 12 janvier, il intervient dans le match de championnat entre Jeff Hardy et Bobby Roode et aide ce dernier en assommant l'arbitre pendant que Jeff portait sa Swanton Bomb ainsi Roode reste TNA World Heavyweight Champion. Lors de Against All Odds (2012) il ne remporte pas le TNA World Heavyweight Championship. Lors de Victory Road, il perd contre James Storm et ne devient pas challenger no 1 au TNA Championship.
Lors de Lockdown (2012), Christopher Daniels, Eric Bischoff, Gunner, Kazarian et lui perdent contre A.J. Styles, Austin Aries, Garett Bischoff, Mr. Anderson et Rob Van Dam dans un Lethal Lockdown Match. Lors d'Impact du 19 avril lui et Crimson gagne contre Austin Aries et Matt Morgan. Lors de l'Impact Wrestling du 26 avril, il perd contre Devon et ne remporte pas le TNA Television Championship. Lors de Sacrifice, il perd contre Austin Aries par soumission. L'Impact suivant, il bat Rob Van Dam qui était blessé. Lors de Slammiversary X, il perd contre Joseph Park dans un Hardcore match. Lors de l'Impact Wrestling du 12 juillet, il bat Joseph Park dans un Street Fight Match. Il s'ensuit une rivalité avec James Storm dans le cadre des Bound For Glory Series 2012; il lui reproche d'être mêlé au groupe des Aces & Eights. Lors de Hardcore Justice, il bat Jeff Hardy, Robbie E et James Storm dans un Table Match. Lors de No Surrender, il bat d'abord James Storm puis perd en finale des Bound For Glory Series contre Jeff Hardy.

#### Rivalité avec les Aces & Eights (2012-2013)
Lors du Impact Wrestling du 4 octobre, il s’allia avec Sting pour affronter Aces & Eights à Bound for Glory et fait un Face Turn. Lors du Impact Wrestling du 11 octobre, lui et Sting battent Christopher Daniels et Kazarian. Lors de Bound for Glory (2012), il fait son entrée en même temps que Sting, avec sa musique. Sting est le premier à passer sur la rampe et Bully Ray est aperçu retourné vers les backstages, sur le début de la rampe. Sting prend un peu de temps pour interagir avec ses fans, puis tiraille Bully par le T-shirt. Il se retourne et on voit alors Bully Ray avec des peintures faciales, celles de Sting à l'époque de la WCW ce qui confirme son Face Turn. Ils perdent le match contre Aces & Eigths à la suite de l'intervention de plusieurs membres mais Hulk Hogan Arrive et dévoile l'identité du chef du gang qui s'avère être Devon, qui avait quitté la TNA dans des conditions mystérieuses. En janvier 2013, Brooke Hogan et lui se marient au centre du ring avec tous les catcheurs de la TNA autour du ring. À l'épisode d'Impact Wrestling du 21 février, lui, Sting et Hulk Hogan perdent un match face aux Aces & Eights.

#### Président des Aces & Eights et TNA World Heavyweight Champion (2013)

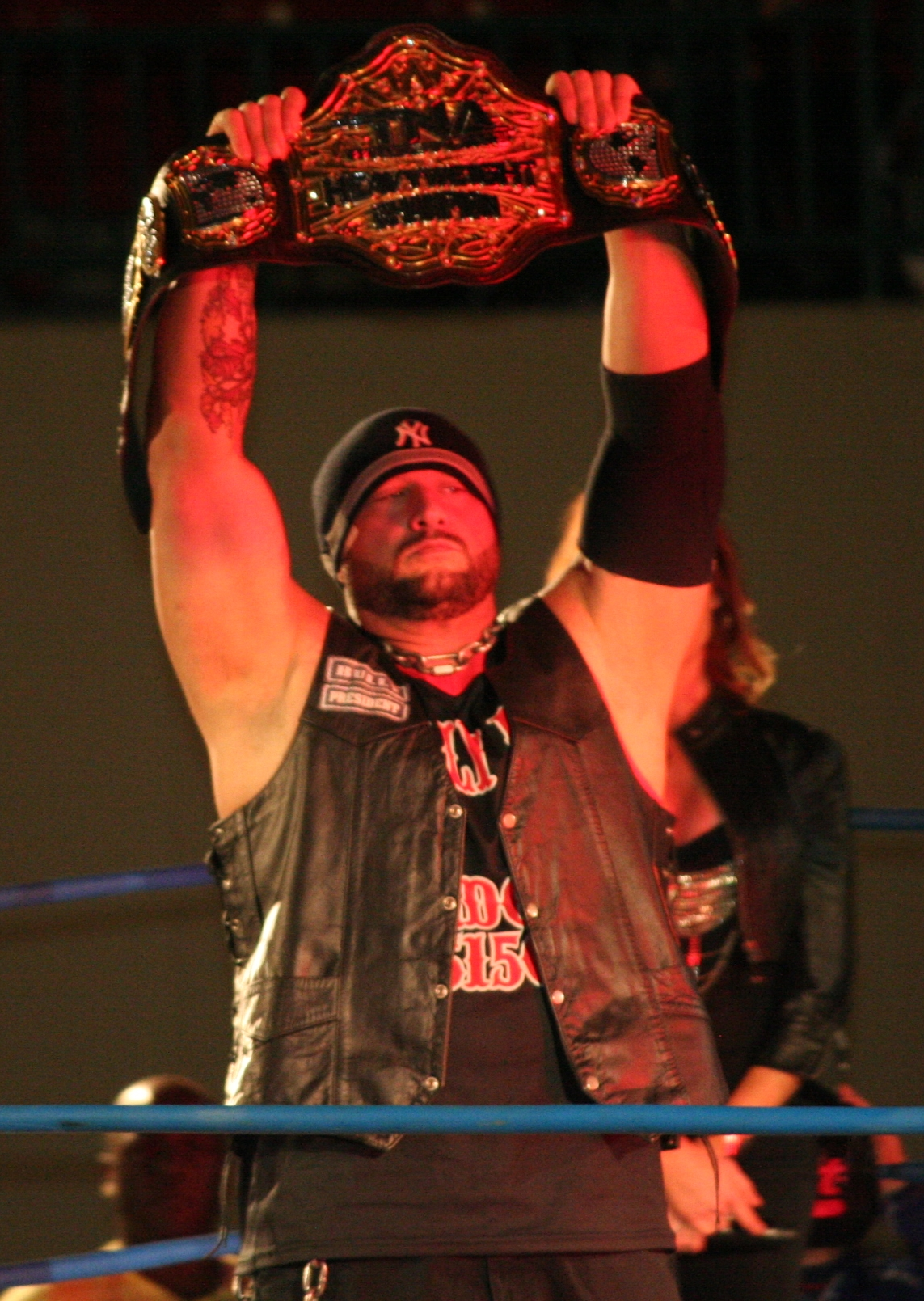
Bully Ray en tant que actuel champion du Monde Poids-lours de la TNA

Ce même soir, il est annoncé que lors de l'évènement du 10 mars 2013, Lockdown, il va affronter Jeff Hardy dans une cage avec comme enjeu, le TNA World Heavyweight Championship. Lors de Lockdown (2013), il fait un heel turn en s'alliant avec les Aces & Eights pour battre Jeff Hardy et remporter le TNA World Heavyweight Championship et après le match, le public le hue et lui jette des canettes dans la cage puis il révélera qu'il est le Président des Aces & Eights. lors de l'Impact Wrestling du 11 avril il conserve son titre contre Jeff Hardy dans un Full Metal Mayhem Match. Il a également battu Sting pour conserver son titre à Slammiversary XI avec l'aide des autres membres de Aces & Eights. Lors d'Impact Wrestling du 06 juin, il affronte Jeff Hardy dans un Ladder Match qui se finira en no-contest. Lors de Destination X il perd son titre contre Chris Sabin. Lors de Hardcore Justice il bat Chris Sabin est remporte le TNA World Heavyweight Championship pour la deuxième fois. Lors de No Surrender, il bat Mr.Anderson dans un last man standing match et conserve son titre. Lors de Bound for Glory (2013), il perd le titre contre A.J. Styles. Lors d'Impact du 24 octobre, il est attaqué par Mr. Anderson. Puis il perd contre A.J. Styles pour le TNA World Heavyweight Championship. Lors de Turning Point, il perd contre Mr. Anderson et les Aces & Eights se séparent. Il est depuis inactif. Il est annoncé qu'il affrontera Mr. Anderson lors de Genesis. Lors de Genesis, il bat Mr. Anderson[réf. nécessaire].

#### Rivalité avec Bobby Roode et départ (2014)
Il fait un Face Turn lors de Lockdown en étant l'arbitre du match entre Team Dixie et Team MVP en portant un powerbomb sur Roode. Lors de Sacrifice il perd contre Bobby Roode dans un Tables match.
Bully Ray annonce qu'il quitte la TNA en effet son contrat se terminait le 19 août 2014.

### Retour à la WWE et la TNA (2015)
Il fait un retour inattendu à la WWE en tant que troisième participant au Royal Rumble 2015 où il élimine The Miz et R-Truth. Il est ensuite éliminé par Bray Wyatt.
Il fait son retour le 8 mai à Impact Wrestling en tant qu'arbitre spécial pour le match entre Eric Young et Kurt Angle pour le TNA World Heavyweight Championship. Le 15 juillet, il est nommé manager général d'Impact Wrestling par Dixie Carter. Il quitte cependant à nouveau la compagnie le 24 juillet.

### Retour des Dudley Boyz à la World Wrestling Entertainment (2015-2016)
Le 24 août 2015 à RAW, Devon et lui-même font leurs retours à la WWE et attaquent les champions par équipe, The New Day. Lors de Smackdown de la même semaine, les Dudley Boyz affrontent The Ascension, match qu'ils remportent.
Le 22 août 2016 à RAW, D-Von Dudley et lui annoncent leur départ de la WWE ainsi que leur retraite de catch[réf. nécessaire].

#### Apparition à la WWE et WWE Hall of Fame (2018)
Le 22 janvier 2018, il apparaît lors du 25e anniversaire de Raw avec D-Von Dudley pour faire passer Heath Slater à travers une table.
Le 6 avril 2018 la veille de Wrestlemania 34, The Dudley Boyz sont introduits a Hall of Fame de la World Wrestling Entertainment promotion 2018[réf. nécessaire]. Le 6 avril, ils sont intronisés au Hall of Fame de la WWE par Edge et Christian.

### Ring of Honor (2017-2020)

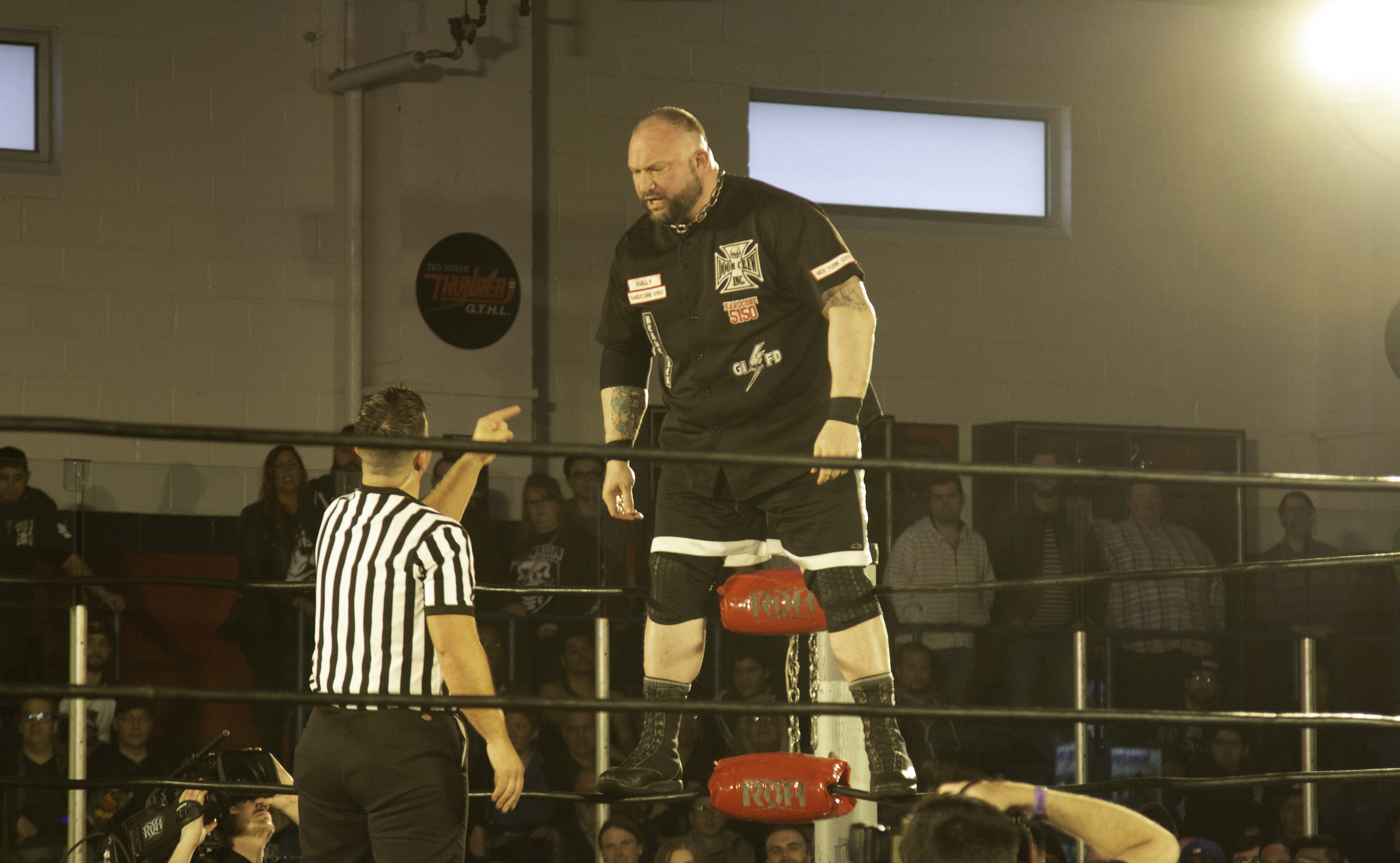
Bully Ray à la ROH en 2017

Lors de Manhattan Mayhem VI, il fait ses débuts à la Ring of Honor en sauvant The Briscoe Brothers (Jay Briscoe et Mark Briscoe) et Bobby Fish du Bullet Club en faisant passer le ROH World Champion Adam Cole à travers une table. Lors de ROH 15th Anniversary Show, lui et The Briscoe Brothers battent War Machine (Hanson et Raymond Rowe) et Davey Boy Smith, Jr.,. Le 11 mars, ils battent The Kingdom (Matt Taven et Vinny Marseglia) et Silas Young et remportent les ROH World Six-Man Tag Team Championship. Lors de Supercard of Honor XI, ils conservent les titres contre Bullet Club (Hangman Page, Tama Tonga et Tanga Roa). Lors de la deuxième nuit de la tournée War of the Worlds, ils conservent les titres contre Los Ingobernables de Japón (Bushi, Evil et Sanada). Lors de la troisième nuit, ils conservent les titres contre Chaos (Baretta, Hirooki Goto et Rocky Romero). Lors de Best in the World 2017, ils perdent les titres contre Dalton Castle et The Boys .
Lors de Best in the World 2018, il perd par disqualification contre Flip Gordon après lui avoir porté un low blow.
Le 20 juillet à la ROH, il perd par disqualification contre Chuck Taylor en raison d'un low blow. Le 3 septembre à la ROH, il perd avec Silas Young contre Chucky T & Beretta après avoir laissé Young seul contre Beretta et Chucky T.
Lors de ROH Death Before Dishonor, lui & Silas Young battent Flip Gordon et Colt Cabana au cours d'un Tables match. Ils remportent le match de façon controversé, l'arbitre étant hors d'action lorsque Gordon fit passer Young à travers une table, Ray plaça Gordon sur la table cassée et la victoire leur fut attribuée.
Lors de G1 Supercard, il perd avec Silas Young et Shane Taylor contre Mark Haskins, Flip Gordon et Juice Robinson lors d'un NYC Street Fight.
Le 1er avril 2020, il quitte la fédération après la fin de son contrat.

### Second retour à Impact Wrestling (2022-...)
Le 7 octobre 2022, il fait son retour à Impact Wrestling, lors de Bound for Glory en remportant le Call Your Shot Gauntlet Match[réf. nécessaire].

## Palmarès
- All Japan Pro Wrestling

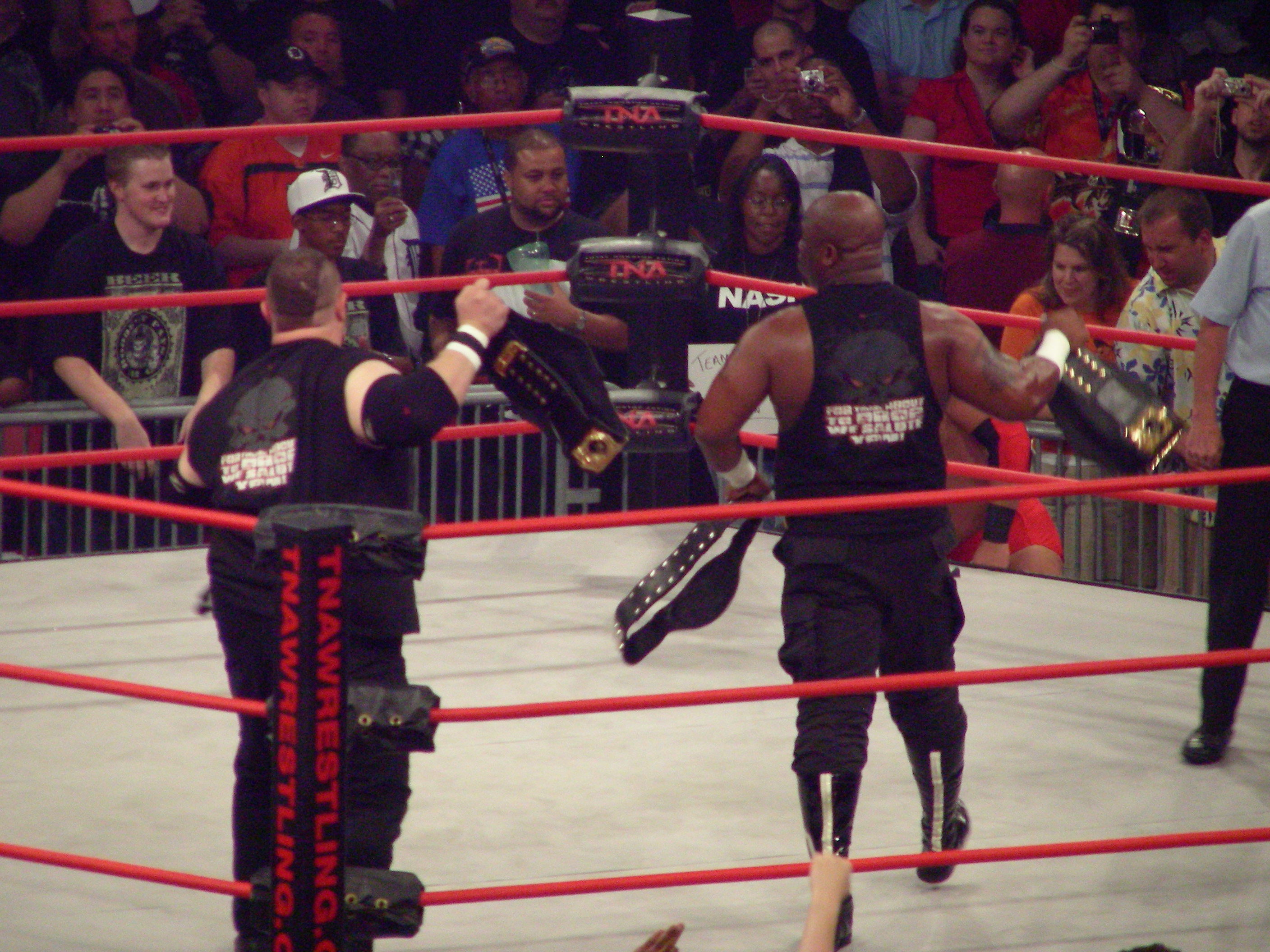
Team 3D en tant que TNA et IWGP Tag Team Champions.

  - World's Strongest Tag Team League (2005) – avec Brother Devon[32]

- Extreme Championship Wrestling
  - 8 fois ECW World Tag Team Championship avec D-Von Dudley[33]

- HUSTLE
  - 1 fois HUSTLE Super Tag Team Championship avec Brother Devon[34]

- Squared Circle Wrestling
  - 1 fois 2CW Tag Team Champion avec Devon

- New Japan Pro Wrestling
  - 2 fois IWGP Tag Team Championship avec Brother Devon[35]

- Ring of Honor
  - 1 fois ROH World Six-Man Tag Team Champion avec Jay Briscoe et Mark Briscoe

- Total Nonstop Action Wrestling
  - 2 fois TNA World Heavyweight Championship
  - 2 fois TNA World Tag Team Championship avec Brother Devon
  - 1 fois NWA World Tag Team Championship avec Brother Devon[5]
  - TNA Tag Team Tournament (2013) avec Brother Devon
  - World Cup of Wrestling (2014) avec Eric Young, Eddie Edwards, Gunner, et ODB (2014 World Cup of Wrestling Team)
  - TNA Hall of Fame (2014) avec Brother Devon
  - Call Your Shot Gauntlet (2022)

- World Wrestling Federation/Entertainment
  - 1 fois WWE Tag Team Championship avec D-Von Dudley
  - 10 fois WWF/E Hardcore Championship
  - 8 fois WWF/E World Tag Team Championship avec D-Von Dudley
  - 1 fois WCW World Tag Team Championship avec D-Von Dudley
  - Hall of Fame 2018 (avec D-Von Dudley)

## Récompenses des magazines
- Pro Wrestling Illustrated
  - Trophée PWI Match of the Year en 2000 avec D-Von Dudley, contre Edge et Christian et The Hardy Boyz[36]
  - Trophée PWI Match of the Year en 2001 avec D-Von Dudley, contre Edge et Christian et The Hardy Boyz[36]
  - Trophée PWI Tag Team of the Year en 2001 avec D-Von Dudley[37]

| Année | 1996 | 1997 | 1998 | 1999 | 2000 | 2001 | 2002 | 2003 | 2004 | 2005       | 2006 | 2007 | 2008 | 2009 | 2010 | 2011 | 2012 | 2013 | 2014 | 2015 | 2016 | 2017 | 2018 | 2019 | 2020 à 2022 | 2023 |
| ----- | ---- | ---- | ---- | ---- | ---- | ---- | ---- | ---- | ---- | ---------- | ---- | ---- | ---- | ---- | ---- | ---- | ---- | ---- | ---- | ---- | ---- | ---- | ---- | ---- | ----------- | ---- |
| Rang  | 149  | 121  | 74   | 64   | 53   | 30   | 30   | 56   | 37   | Non classé | 76   | 74   | 78   | 43   | 77   | 40   | 30   | 4    | 10   | 129  | 149  | 118  | 150  | 163  | Non classé  | 171  |